# Limburg Shotguns 2014
Questa voce raccoglie le informazioni riguardanti i Limburg Shotguns nelle competizioni ufficiali della stagione 2014.

## Belgian Football League 2014

### Stagione regolare
| Beringen 9 febbraio 2014, ore 15:00 1ª giornata | Limburg Shotguns | 20 – 9 | Antwerp Diamonds |  |

| Anversa 23 febbraio 2014, ore 12:00 3ª giornata | Limburg Shotguns | 0 – 26 | Brussels Black Angels |  |

| Beringen 9 marzo 2014, ore 15:00 5ª giornata | Limburg Shotguns | 0 – 38 | Brussels Bulls |  |

| Berchem-Sainte-Agathe 23 marzo 2014, ore 12:00 7ª giornata | Limburg Shotguns | 6 – 56 | Ghent Gators |  |

| Anversa 6 aprile 2014, ore 12:00 9ª giornata | Limburg Shotguns | 13 – 13 | Izegem Tribes |  |

| Puurs 4 maggio 2014, ore 15:00 13ª giornata | Puurs Titans | 6 – 29 | Limburg Shotguns |  |

| Berchem-Sainte-Agathe 18 maggio 2014, ore 12:00 14ª giornata | Leuven Lions | 19 – 11 | Limburg Shotguns |  |

| Gand 1º giugno 2014, ore 12:00 16ª giornata | Ostend Pirates | 41 – 2 | Limburg Shotguns |  |

## Statistiche di squadra
| Competizione            | %Vittorie | In casa | In casa | In casa | In casa | In casa | In casa | In trasferta | In trasferta | In trasferta | In trasferta | In trasferta | In trasferta | Totale | Totale | Totale | Totale | Totale | Totale |
| Competizione            | %Vittorie | G       | V       | N       | P       | Pf      | Ps      | G            | V            | N            | P            | Pf           | Ps           | G      | V      | N      | P      | Pf     | Ps     |
| ----------------------- | --------- | ------- | ------- | ------- | ------- | ------- | ------- | ------------ | ------------ | ------------ | ------------ | ------------ | ------------ | ------ | ------ | ------ | ------ | ------ | ------ |
| BFL - Stagione regolare | .313      | 5       | 1       | 1       | 3       | 39      | 142     | 3            | 1            | 0            | 2            | 42           | 66           | 8      | 2      | 1      | 5      | 81     | 208    |
| Totale                  | .313      | 5       | 1       | 1       | 3       | 39      | 142     | 3            | 1            | 0            | 2            | 42           | 66           | 8      | 2      | 1      | 5      | 81     | 208    |